# Ludwigsbrunnen (Kitzingen)

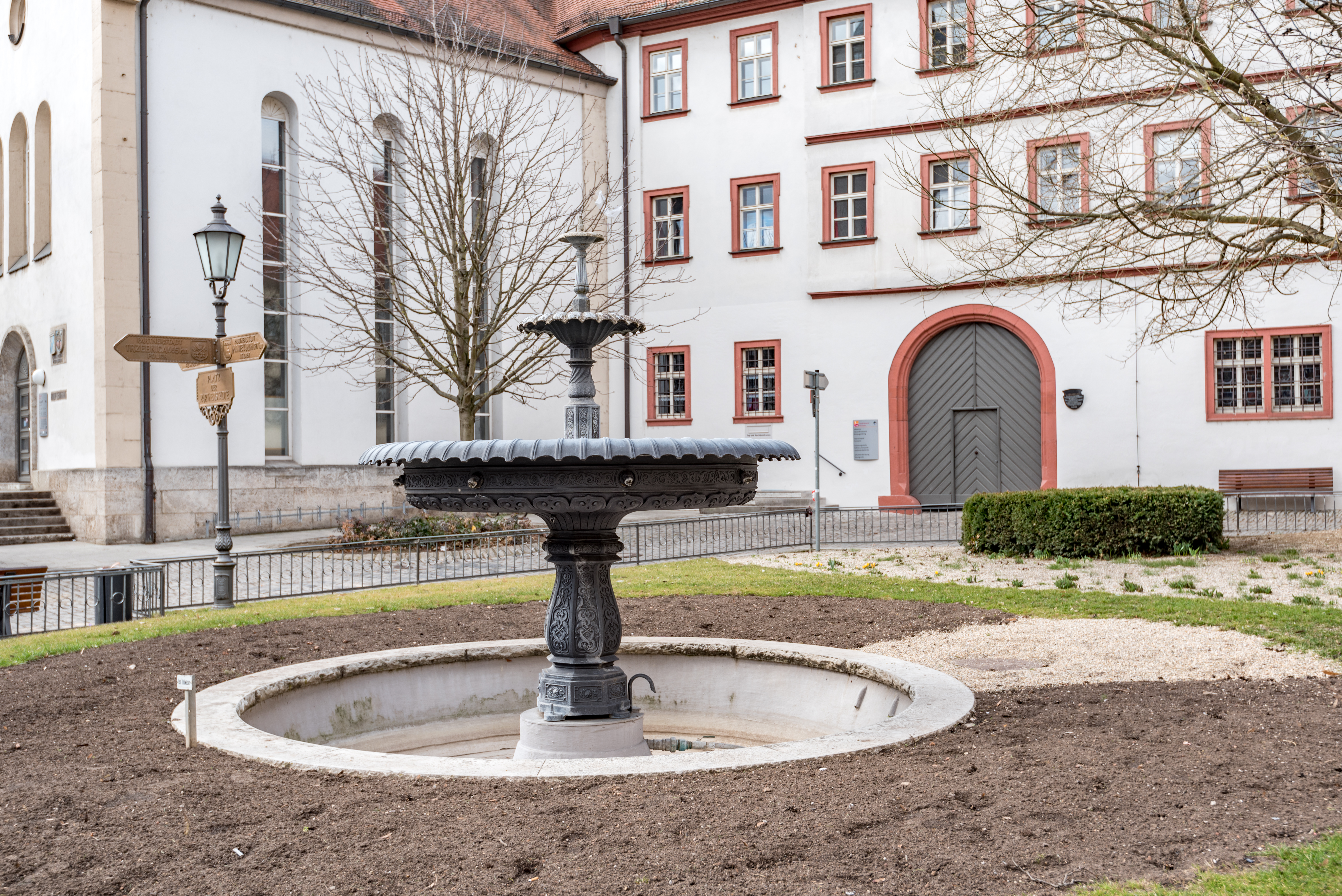
Der Brunnen in Kitzingen

Der Ludwigsbrunnen (auch Römischer Brunnen) ist ein denkmalgeschützter Brunnen in der Großen Kreisstadt Kitzingen. Er befindet sich an der Kaiserstraße auf einem Platz vor der Evangelischen Stadtkirche.

## Geschichte
Die Anlage des Ludwigsbrunnens ist eng mit der Geschichte des Platzes verbunden. In den Gebäuden im Norden des Platzes war im 19. Jahrhundert das königlich-bayerische Bezirksamt Kitzingen untergebracht. Der Straßenraum wurde vom Kitzinger Anzeiger 1881 allerdings als „unqualifzierbare[...] Wüstenei“ bezeichnet. Bereits drei Wochen später begann sich der neu gegründete Verschönerungsverein der Stadt der Platzanlage anzunehmen. Den Auftrag zur Neugestaltung des Platzes erhielt der königliche Bezirksingenieur Christian Harrasser. In der Folge wurde auch die Stadtbevölkerung aufgerufen, für die Neugestaltung des Platzes zu spenden. 
Der Platz konnte, zusammen mit dem weiter im Osten befindlichen Königsplatz, am 9. April 1884 feierlich eingeweiht werden. Im Zentrum einer kleinen Grünfläche, die von Randsteinen und einem eisernen Ziergeländer eingefasst worden war, erhob sich der Brunnen über ein in den Boden eingelassenes Wasserbecken. Der Brunnen erhielt, zu Ehren des regierenden Königs Ludwig II. von Bayern den Namen Ludwigsbrunnen, später setzte sich daneben der Name Römischer Brunnen durch. Er spielt auf das spezifische Erscheinungsbild der Anlage an. Als Stifter des Brunnens offenbarte sich später der Gutshofbesitzer und Abgeordnete Oskar von Deuster.

## Beschreibung
Der Ludwigsbrunnen wird vom Bayerischen Landesamt für Denkmalpflege ordnet den Brunnen als Baudenkmal ein. Der Brunnen entstand als dreistöckiger Springbrunnen aus Gusseisen. Er ruht auf einem achteckigen Fuß, über dem sich eine gebauchte Säule erhebt. Ein ausladendes und überkragendes Gesims leitet zu einer breiten Schale über. Darüber wurde eine weitere Schale angebracht, die beiden Teile wurden mit einer Säule in den gleichen Formen verbunden. Der Zierbrunnen weist reiche ornamentale Gliederung auf, wobei insbesondere florale Muster zu finden sind.